# 葬式仏教

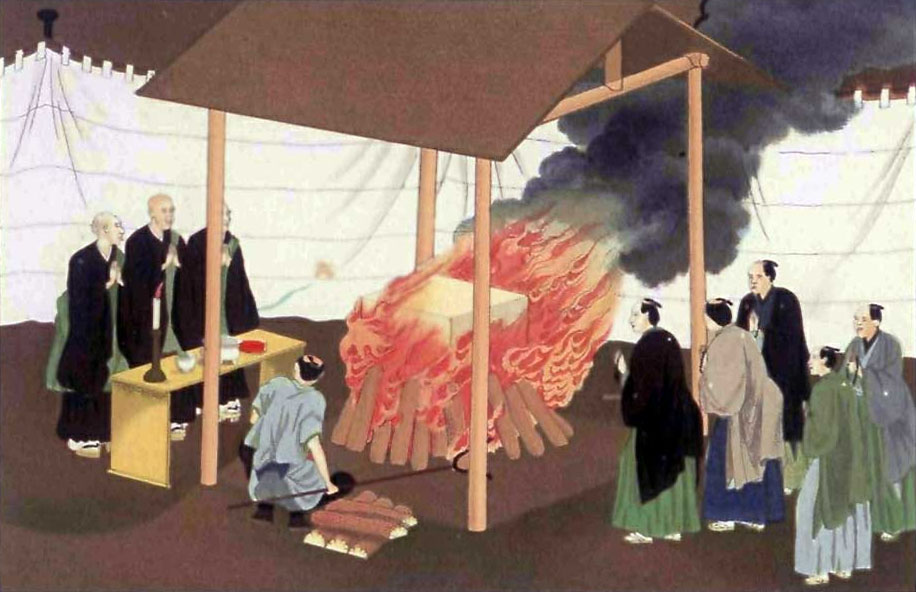
江戸時代の火葬

葬式仏教（そうしき ぶっきょう）とは、本来の仏教の在り方から大きく隔たった、葬式の際にしか必要とされない現在の形骸化した日本の仏教の姿を揶揄した表現である。この言葉が誰によって始められたかは不明であるが、1963年（昭和38年）に出版された明治大学教授の圭室 諦成（1902年 - 1966年）の著書『葬式仏教』（大法輪閣） がきっかけとなって、巷間に知られるようになった。

## 部派仏教
釈尊の葬送に関する記述として次のようなものがあり、葬儀否定論者の根拠ともされる。
釈迦は弟子に死後の遺骸の処置を問われた際に、比丘は遺骸の供養等考えず真理の追求に専念すべきだ、供養は在家の信者がしてくれる、と答えたとされる。
ただし、アーナンダは阿羅漢果をまだ得ていなかった状況から、修行途中の弟子に対しての戒めであり、葬送儀礼そのものに出家者がかかわることを禁じたものとは言い難い。
また、『浄飯王般涅槃経』では釈尊が父親である浄飯王の葬儀を行ったことや、高弟であるシャーリプトラの遺骨を礼拝したなどの釈尊自身が葬送儀礼にかかわっていたことを示す記述がある。
『大般涅槃経』では釈尊は自身の卒塔婆を建立することや、葬儀の方法などをアーナンダに伝えており、その遺命によって在家信者によって転輪聖王の葬儀に準じた形で在家信者によって執り行われた。そして重要な荼毘の点火はマハーカッサパが行っているとあり、実際は出家者が葬儀にかかわっている。さらには初期仏教経典にも釈尊が地域の風習や道徳で祖霊への供養を讃える箇所があり、先の記述は単純な葬式否定の根拠とはいえない。
そもそもバラモン教では手厚い葬儀を人生の通過儀礼と重視していたので、それに対し仏教教団は業思想を背景に火葬、土葬などで簡素に葬儀を行っていた。

## 日本において
インドから中国へと伝播し民衆へと教化が行われるうちに、漢民族の道教や儒教に由来する先祖供養の民間信仰と習合した、仏教の葬送儀礼が日本に伝わった。例えば位牌は、儒教の葬礼に用いられる神主（しんしゅ）が変化されたものだと考えられている。
仏教が日本に伝来したのは6世紀半ばの飛鳥時代の事である。仏教は豪族など上層階級の心を捉え、篤く信仰される様になった。
平安時代の貴族の葬儀は、仏教寺院で行い僧侶が念仏し墓に卒塔婆を立てる等、大きく仏教的な影響を受けたものになっていた。
鎌倉時代には庶民層にも仏教が広まり、庶民の間にも仏式の葬儀が行われる例が見られる様になる。

### 江戸時代
日本仏教が葬式仏教へと向かう大きな転機は、江戸幕府が定めた檀家制度である。
檀家制度は、民衆は何れかの寺院を菩提寺としてその檀家となる事を義務付けるものであり、カトリック教会や不受不施派に対して禁教令を発布して、信徒に対し改宗を強制した。さらに、この制度は神職も弾圧の対象となっていた。
それまでの民衆の葬式は、一般に村社会が執り行うものであったが、檀家制度以降、僧侶による葬式が一般化した。
また、檀家制度は、寺院に一定の信徒と収入を保証する一方で、他宗派の信徒への布教や新しい寺院の建立を禁止した。これらにより、各寺院は布教の必要を無くし、自らの檀家の葬儀や法事を営み、定期的に布施収入を得るばかりの、変化のない生活に安住する様になっていった。

### 明治時代
また明治維新時、明治政府の文明開化政策による四民平等の推進（特権であった僧侶の職業化）により、それまでも浄土真宗や修験道以外の宗派では、現実的に破戒が常態であったのが、妻帯が可能になった。このため、一般国民と身分の異なる近世以前の僧侶（比丘）ではなく、職業として自由に寺を継ぐことが可能化している。この事は、ビジネス的な葬式仏教化へと拍車をかけている一因と云える。

### 平成・令和時代
2000年代（実際はそれ以前からと思われる）から、この様な葬儀や法事に依存した日本の仏教状況を批判する意味で、葬式仏教という言葉が使われる様になった。
仏教界内部からも、この状況を反省し改めるべきだとする活動が様々に行われている。伝統的な宗派に属する寺院でも、不登校の問題や自殺防止などに取り組んだり、宗教家の立場で人々の相談に乗ったりする寺院等、人々の心の問題に取り組もうとする動きが、伝統的な仏教界にもみられている。また、葬式仏教的な現状に飽き足らない人々の中には、既成の宗派の枠やしきたりを超えた活動や、アジアなど世界に仏教を伝播しようと目を向ける人々もいる。
また、近年では、過疎化等の進展で地域だけで葬儀が遂行できない事、逆に都市化やライフスタイルの変化、葬儀の在り方の多様化等により、「葬式仏教すら成り立たない」寺院も存在する。
2017年の報道によると、出稼ぎの別院での仕事が本業となって、もはや住職の収入が別院の収入の半分程度と事実上の副業と化した事例も伝えられた。同報道では、かつては当たり前に行われてきた十三回忌や十七回忌といった、2桁数字の年忌法要は減少しているという。
水月昭道の著書『お寺さん崩壊』(新潮社、2016年)によると、「自身が知っている年金受給年齢に達した老僧侶の手取り年収は100万円台であった」とのこと。少なくともこの著書が出版された2016年になると、現役世代の僧侶はアルバイトなどの副業と合わせてやりくりし、現役世代を超えた老僧侶は年金と合わせてやりくりしながら限界まで老体に鞭を打つという。

### お坊さん紹介サービス
2010年（平成22年）5月10日、大手流通業イオンが、曹洞宗・浄土宗・真言宗・天台宗・浄土真宗（お西、お東）・臨済宗・日蓮宗と、主だった8宗派約600か寺と連携して紹介や手配を行うお坊さん紹介サービスを開始した。2009年（平成21年）9月から既に、イオンカード会員を対象に葬儀紹介サービス「イオンのお葬式」を展開、すでに「死」が商品化されていたにもかかわらず、これまで不透明だった葬儀費用や布施・戒名料金の全国統一価格を示すことで、商品として料金を明確化する姿勢を示した。

#### 日本仏教会の反発
これに対して全日本仏教会は、第29期事務総長戸松義晴の名で『料金表示の削除』を求めた。こうした問題の背後にあるのは、直接的には社会構造の変化による人口の流動化で、江戸時代以降続いてきた檀家制度の完全な崩壊と、それに伴う多くの寺院の拝金主義的傾向だが、底流にあるのは、日本人の仏教に対する意識の希薄さであることが、改めて示された。
全日本仏教会は、「本来布施とは、慈しみの心にもとづいて行われる極めて宗教的な行為で、人々の苦しみや悲しみに寄り添い（無畏施）、人々と共に考え法を説く（法施）」と位置づけ、布施の額に関しては、布施をする人が決めるべきものという立場を示した。